# Kompletteringsman
Kompletteringsman är en utbildningsgren inom finska försvarsmakten. Att ta hand om komplettering av ammunition, livsmedel, sprängmedel, bränsle samt vatten och smörjmedel. Tjänstgöringstiden är 165 eller 347 dagar. Kompletteringsmän hör till underhållet.